# Hellen
Ne doit pas être confondu avec Hélène (mythologie) ou Hélène.
Pour le fort d'Hellen, voir Festung Bergen.
Dans la mythologie grecque, Hellen (en grec ancien Ἕλλην / Héllên) est le héros éponyme des « Hellènes », nom que se donnent les Grecs. Il est possible que ce nom provienne de la racine ἑλλ / éll (« montagnard » ou « montagneux ») mais cela est discuté. Ce nom est également donné à la Grèce continentale, l'« Hellade » (Ἑλλάς / Hellás), terme qui recouvrira ensuite la Grèce entière.
Hellen est généralement considéré comme le fils de Deucalion et Pyrrha, mais certains auteurs citent plutôt Zeus et Dorippé ou Prométhée et Clymène.
Roi de Phthie, en Thessalie (où se trouve la ville d’Hellas près du fleuve Sperchiós), il est l'époux de la nymphe Orséis dont il a trois fils, Éole, Doros et Xouthos. Éole (père de Sisyphe et qui ne doit pas être confondu avec le maître des Vents) deviendra l'ancêtre mythique des Éoliens, et Doros celui des Doriens. Enfin, Xouthos aura deux enfants, Achaïos et Ion, ancêtres respectivement des Achéens et des Ioniens.